# Mort d'Elisabet II
Elisabet II, la reina del Regne Unit i dels altres regnes de la Commonwealth i la monarca britànica més longeva i amb més anys de regnat, va morir a l'edat de 96 anys el 8 de setembre de 2022 al castell de Balmoral (Escòcia). L'anunci es va produir a les 18.31 BST, segons va llegir la BBC durant una transmissió en directe. A primera hora del dia, els metges van informar que la seva salut s'havia deteriorat ràpidament i la van posar sota supervisió mèdica.

## Antecedents
La salut de la Reina havia empitjorat des de la mort del seu marit. L'octubre de 2021, va començar a utilitzar un bastó durant els seus compromisos públics i, després de passar una nit a l'hospital el 20 d'octubre, es van cancel·lar les visites a Irlanda del Nord, la cimera COP26 a Glasgow, i el Servei Nacional de Commemoració de 2021 per motius de salut.
Al juny, la Reina no va assistir a un servei religiós pel seu Jubileu de Platí, i fonts oficials van esmentar la "incomoditat" de la Reina després d'estar dreta durant la desfilada militar que celebrava el seu aniversari oficial el primer dia de les celebracions.
La Reina va estar present al servei d'acció de gràcies pel Príncep Felip a l'Abadia de Westminster el 29 de març, però no va poder assistir al servei anual del Dia de la Commonwealth aquest mes ni al servei real de Pentecosta a l'abril i es va perdre l'obertura del Parlament al maig per primera vegada en 59 anys (No hi va assistir el 1959 i 1963 per estar embarassada del Príncep Andreu i del Príncep Eduard, respectivament). En la seva absència, el Parlament va ser inaugurat pel Príncep de Gal·les i el Duc de Cambridge en qualitat de Consellers d'Estat. El Príncep de Gal·les, hereu aparent, va adquirir més responsabilitats oficials cap al final de la vida de la Reina i va substituir Sa Majestat en l'obertura del Parlament.
Al setembre, dos dies abans de la seva mort, la Reina va nomenar Liz Truss com a primera ministra al castell de Balmoral (on la Reina estava de vacances), trencant així amb la tradició; normalment es feia al Palau de Buckingham.

## Cronologia
Aproximadament a les 12:30 BST del 8 de setembre de 2022, el Palau de Buckingham va anunciar que la Reina estava sota supervisió mèdica al Castell de Balmoral després que els metges expressessin la seva preocupació. El comunicat deia: "Després d'una nova avaluació aquest matí, els metges de la Reina estan preocupats per la salut de Sa Majestat i han recomanat que romangui sota supervisió mèdica. La Reina roman còmoda a Balmoral". Els quatre fills de la Reina, juntament amb les seves nores, i els prínceps Guillem i Enric, van viatjar per estar amb ella.
Es va informar que al voltant de les 14.00 hores la BBC havia suspès la programació de la BBC One fins a les 18.00 hores per cobrir contínuament l'estat de la Reina, amb tots els periodistes i locutors de la BBC vestits de negre. Es van emetre reportatges especials sobre el seu estat en altres cadenes principals del Regne Unit: ITV, Channel 4 i Channel 5. A les 15:00, una corresponsal de la BBC, Yalda Hakim, va tuitejar prematurament, abans de qualsevol anunci oficial, que la reina Isabel II havia mort. Més tard va retirar el tuit.
El compte oficial de la Família Reial a Twitter va anunciar la seva mort en una piulada amb l'hora de les 18:30 BST, indicant: "La Reina ha mort en pau a Balmoral aquesta tarda. El Rei i la Reina consort romandran a Balmoral aquesta tarda i tornaran a Londres demà". El primer anunci televisiu de la mort de la Reina es va produir a les 18.31, llegit per la BBC durant una emissió en directe.

## Capella ardent

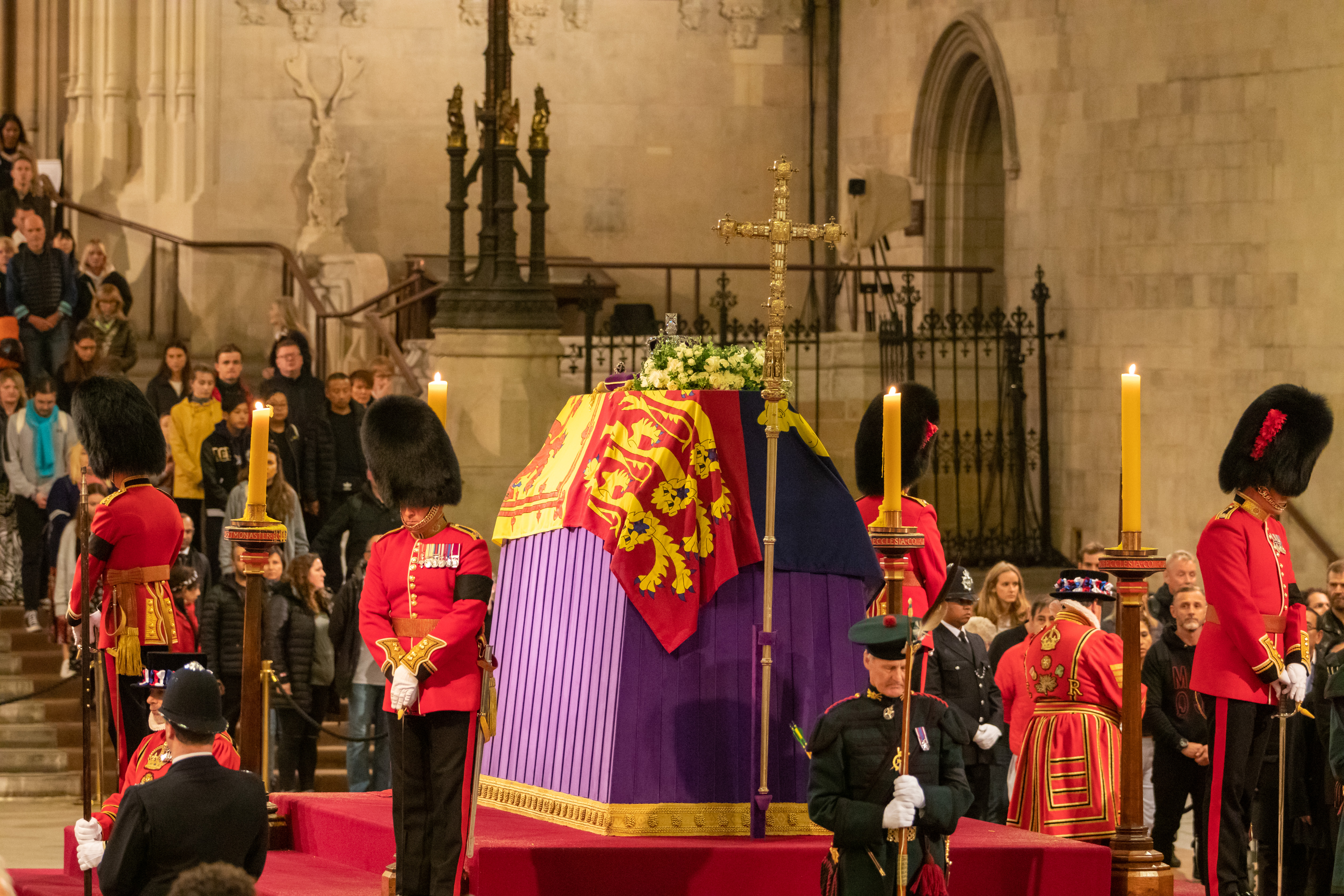
Elisabet II en la capella ardent al Palau de Westminster.

La Reina va romandre en estat de gràcia a Westminster Hall i el públic va poder veure el fèretre, que estava exposat en un cadafal. Durant tot aquest temps, el fèretre va ser custodiat constantment per membres de la Guàrdia del Cos de la Sobirana i de la Divisió de la Casa i el públic va poder passar per presentar els seus respectes. A més de la Corona Imperial d'Estat, es van col·locar sobre el fèretre l'Orbe del Sobirà i el Cetre del Sobirà amb Creu, i la Creu Wanamaker de Westminster es va col·locar a la seva capçalera. La bandera del regiment de la Companyia de la Reina de la Guàrdia de Granaders es va col·locar als peus del fèretre. Tant la BBC com la ITV van oferir una retransmissió en directe de la vetlla de la Reina per a aquells que no poguessin assistir al Palau de Westminster. Diversos polítics i personalitats de la reialesa van visitar el Palau de Westminster abans del funeral per presentar els seus respectes. El 16 de setembre, un home de 28 anys va ser detingut en virtut de la Llei d'Ordre Públic després de sortir corrent de la cua dins de Westminster Hall i tocar el fèretre.

### Cua
Es formava una cua llarguíssima per veure el jaciment, amb llargs temps d'espera. The Queue, com es va conèixer, era un fenomen social en ell mateix. Molts comentaristes van assenyalar la tradicional creença cultural que als britànics se'ls dona bé fer cua. La cua va començar 48 hores abans que s'obrís el Saló al públic. La cua va arribar a tenir una longitud de gairebé 8 km, amb temps d'espera que superaven les 25 hores al matí del 17 de setembre. El Govern va instal·lar un rastrejador en directe que mostrava on era el final de la cua. També va instal·lar més de 500 lavabos públics, llocs d'aigua i llocs de primers auxilis. Els locals al llarg del camí també van obrir les seves instal·lacions. Un cop la cua va aconseguir la seva capacitat màxima i es va tancar temporalment, es va formar una cua secundària, no oficial, per entrar a la cua principal.
El primer dia del lying in state, el 14 de setembre, es va denunciar que un jove de 19 anys havia agredit sexualment dues dones mentre era a la cua, exposant-se i empenyent les persones de la cua per darrere, abans de saltar al riu Tàmesi.

## Funeral

### Planificació

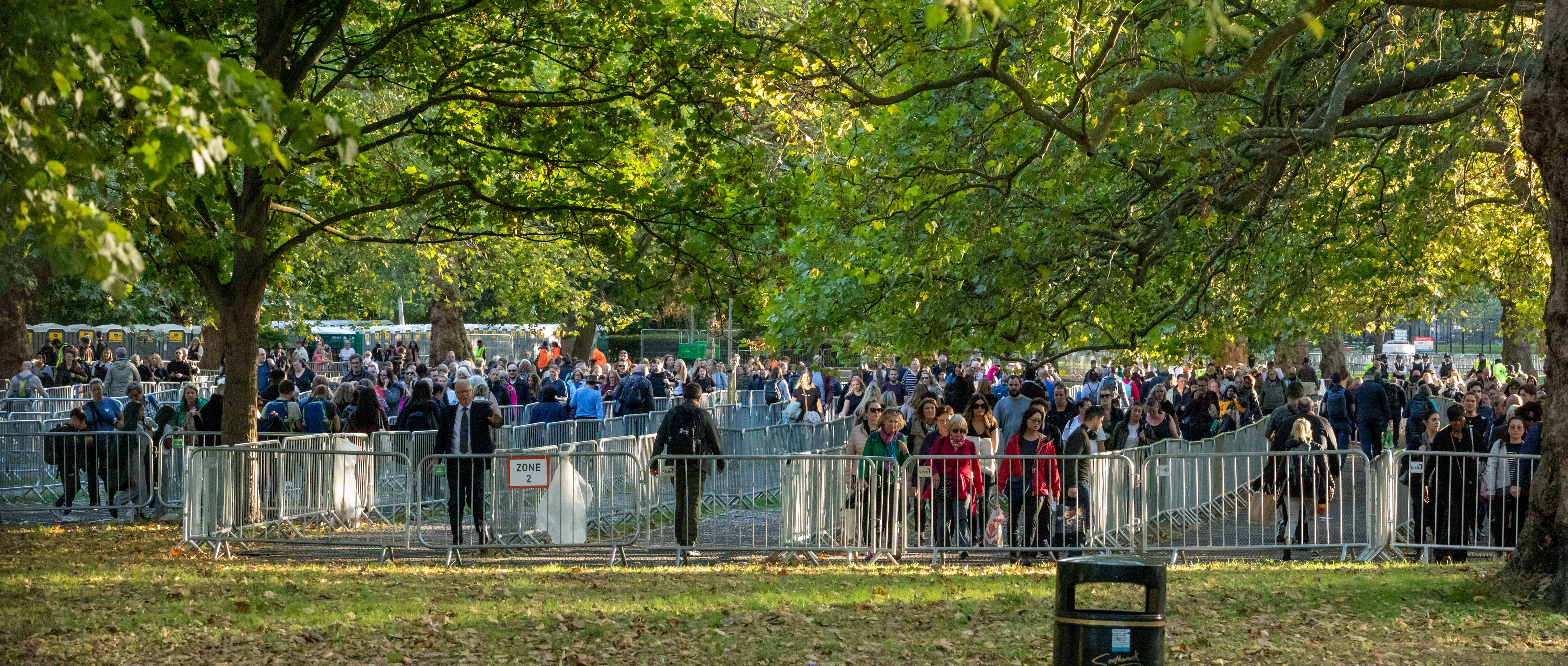
Persones al fons de la cua poc després de la reobertura oficial a la tarda del 16 de setembre a Southwark Park, d'aproximadament 8,0 km de longitud, amb un temps d'espera de 24 hores

Els plans per a la mort de la Reina han existit d'alguna manera des dels anys 60. La Reina va ser consultada sobre tots els detalls inclosos al seu pla funerari. El Comte Mariscal, el Duc de Norfolk, és l'encarregat d'organitzar l'esdeveniment.
El funeral d'Estat es va celebrar a l'Abadia de Westminster a les 11.00 hores del 19 de setembre de 2022. Va ser la primera vegada que el servei fúnebre d'un monarca es va celebrar a l'Abadia de Westminster des de Jordi II el 1760, i va ser el primer funeral d'Estat a Gran Bretanya des del de Winston Churchill el 1965. Pel que fa a la complexitat de la planificació logística, el protocol diplomàtic i la seguretat, el funeral d'Isabel II va ser l'esdeveniment més gran al Regne Unit des del funeral d'Estat de Churchill, amb l'assistència de fins a 500 dignataris estrangers, inclosos caps d'Estat. El moment del funeral va permetre que els convidats que tenien previst intervenir en el debat general de l'Assemblea General de l'ONU al dia següent tinguessin prou temps per creuar l'Atlàntic i assistir-hi. Es van enviar invitacions a tots els països amb què Gran Bretanya manté relacions diplomàtiques, a excepció de Rússia, Belarús, Myanmar, Síria, Veneçuela i Afganistan. El Ministeri d'Afers Exteriors, de la Commonwealth i de Desenvolupament es va encarregar de les invitacions, les comunicacions i els preparatius de seguretat a través de la seu acabada de crear "The Hangar", que inclou 300 funcionaris procedents d'altres departaments.
Els preus dels hotels també van augmentar els dies previs al funeral a Londres. Es van habilitar serveis de tren addicionals a tot el país perquè la gent pogués viatjar cap a de Londres i presentar els seus respectes pel jaciment i el servei fúnebre.

### Servei i processons

El fèretre de la Reina va ser portat a l'Arc de Wellington, amb vista a l'InterContinental London Park Lane.

El dia del funeral, el fèretre va ser traslladat des del Palau de Westminster, a les 10:44 hores, fins a l'Abadia de Westminster al carruatge d'Estat de la Marina Reial a l'Abadia de Westminster al Carruatge d'Armes d'Estat de la Marina Reial i, seguint la tradició de tots els funerals d'Estat d'un monarca des d'Eduard VII, el carruatge va ser portat per 142 mariners de la Marina Reial, mentre el Rei, la Princesa Reial, el Duc de York, el Comte de Wessex i Forfar, el Príncep de Gal·les, el Duc de Sussex, Peter Phillips, el Comte de Snowdon, el Duc de Gloucester, Sir Timothy Laurence, així com membres de la casa del Rei caminaven darrere. Els membres de la reialesa que ja no estaben en actiu, inclosos el Duc de York i el Duc de Sussex, no van portar uniforme militar per al funeral d'Estat i el servei d'enterrament. Una corona amb fullatge de romaní, roure anglès i murta, i flors, en tons daurats, roses i bordeus intens, amb tocs de blanc, tallades dels jardins del Palau de Buckingham, Highgrove House i Clarence House, va ser col·locada sobre el fèretre amb una nota del Rei, "En amorós i devot record. Charles R."
La processó a Londres va incloure al voltant de 3.000 militars, es va estendre una milla, i va incloure set faccions principals amb les seves pròpies bandes: destacaments representatius de les forces de la Commonwealth, representants de la Reial Força Aèria, representants de l'Exèrcit (dues faccions), representants de la Reial Armada, el Carruatge d'Armes d'Estat tirat per mariners de la Reial Armada i el grup d'escorta format pels Guàrdies de Granaders, els Guàrdies del Cos del Rei de l'Honorable Cos de Cavallers d'Armes, els Yeomen of the Guard i la Reial Companyia d'Arquers (que van ser seguits per la família reial i la casa del Rei), i representants dels serveis civils. Al voltant d'un milió de persones es van alinear als carrers del centre de Londres per veure l'esdeveniment.
El fèretre va arribar a l'Abadia de Westminster a les 10:52. Abans del començament del servei, la Campana del Tenor va tocar 96 vegades cada minut, i els titulars de la Creu de Jordi, la Creu de la Victòria, els representants de les Ordres de Cavalleria i els representants de les comunitats religioses es van dirigir a l'abadia. La música abans del servei va incloure "Fantasia of four parts", "Romanza (Symphony No. 5 in D)", "Reliqui domum meum", Meditation on "Brother James's Air", Prelude on "Ecce jam noctis", "Psalm Prelude Set 1 No. 2", "In the Country, Op. 194 No. 2", Fantasy on "O Paradise", "Elegy, Op. 58", "Andante espressivo (Sonata in G Op. 28)", i "Sospiri, Op. 70".

### Assistència

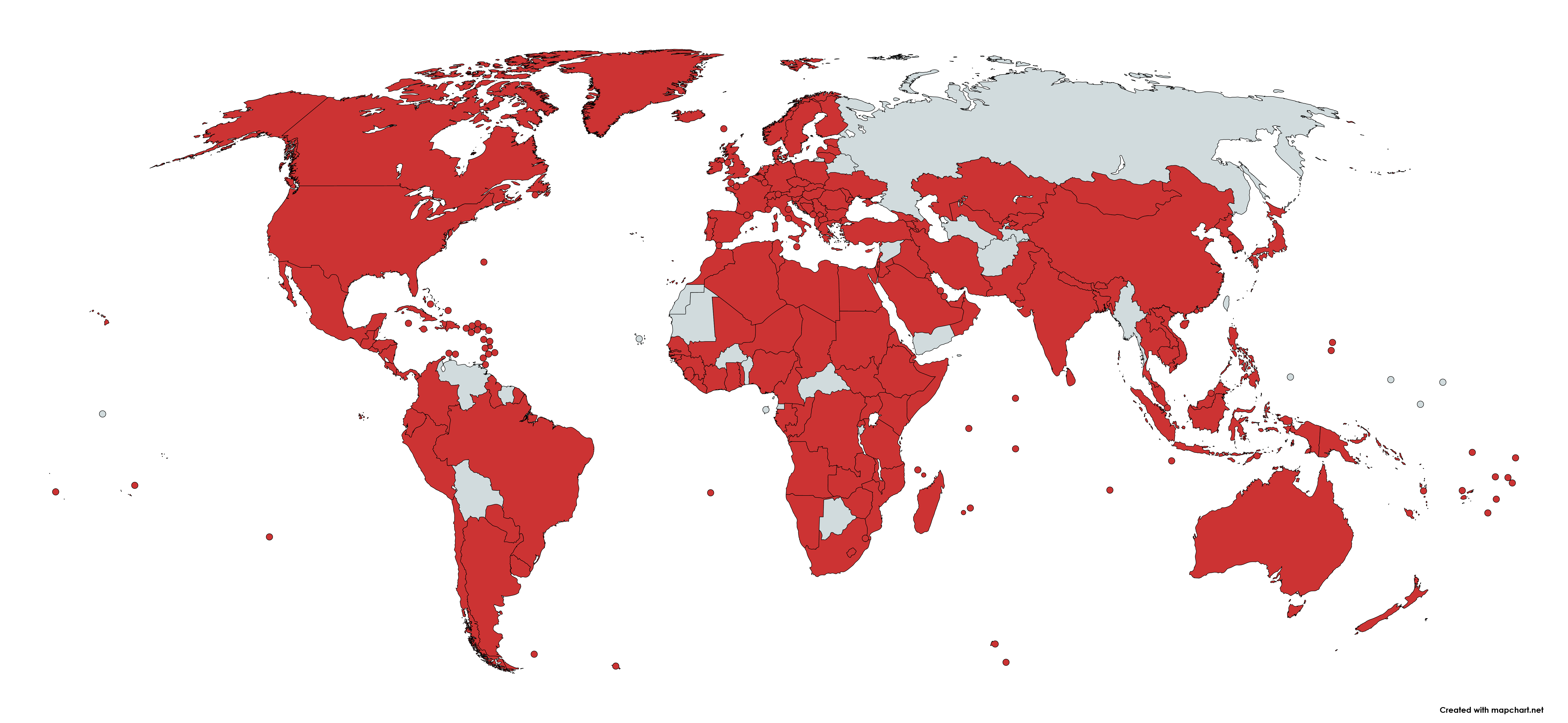
Mapa que mostra els països dels quals almenys un representant va assistir al funeral. Inclouen cases reials, caps d'Estat i/o cònjuges, caps de govern, ministres, representants d'organitzacions supranacionals, ambaixadors, alts comissionats, secretaris generals i governadors.

500 caps d'Estat i dignataris estrangers van assistir a la cerimònia fúnebre a l'Abadia de Westminster, amb capacitat per a 2.200 persones.
A causa del nombre limitat de places, els caps d'Estat només estaran acompanyats pels seus cònjuges i se'ls ha demanat que les seves delegacions siguin tan reduïdes com sigui possible. Abans del funeral d'Estat, el govern del Regne Unit va emetre unes directrius per als dignataris que havien estat convidats a l'esdeveniment, instant-los a utilitzar vols comercials, ja que l'aeroport de Heathrow no podia acollir vols privats per al funeral. A més, les directrius instaven els caps d'Estat i els convidats a no utilitzar cotxes privats per viatjar el dia del funeral, indicant al seu lloc que els convidats serien transportats a un lloc separat a Londres on el govern “proporcionarà transport en autocar des d'un punt central de reunió fins a l'Abadia de Westminster. Quan es va informar d'aquestes orientacions, un portaveu de la primera ministra Liz Truss va dir que "els arranjaments per als diferents líders variaran" i que els documents eren només orientatius. El president dels EUA Joe Biden, per exemple, no prendrà un autobús compartit; al seu lloc anirà a l'Abadia de Westminster per al funeral amb cotxe d'Estat presidencial. El President d'Israel també serà traslladat a l'acte per altres mitjans. Molts dignataris assistiran a una recepció del Rei al Palau de Buckingham la vigília del funeral, i tots els convidats internacionals seran convidats a assistir a una recepció oferta pel Secretari d'Afers Estrangers James Cleverly després del servei fúnebre.

### Seguretat

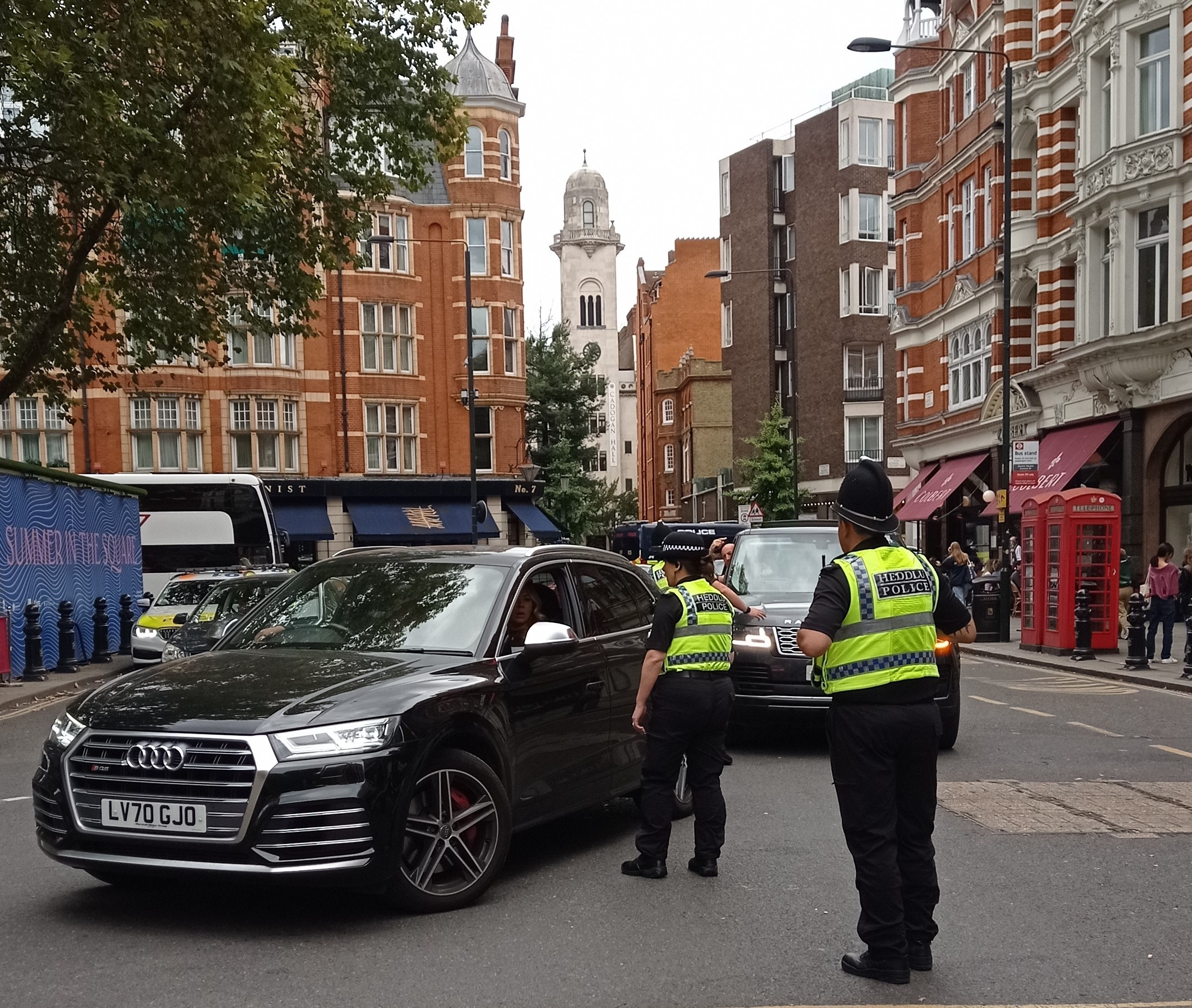
Agents de policia de Gal·les de guàrdia a Sloane Square Londres abans del funeral

S'espera que uns 10.000 agents de policia estiguin de servei cada dia a Londres durant el període de dol, en allò que la Policia Metropolitana ha descrit com la "major operació de seguretat que mai hagi emprès" i el GCHQ han treballat en col·laboració amb la policia antiterrorista i la Policia Metropolitana per proporcionar seguretat al funeral. Gurkhas i paracaigudistes, la Reial Policia Naval i la Reial Policia Militar, i personal de la RAF van formar un grup de 1.500 militars, i Westminster ha estat inspeccionat per un helicòpter militar Wildcat. Agents de tot el país recolzaran l'operació en virtut d'acords d'ajuda mútua. Agents de la policia muntada proporcionaran part de la seguretat a Windsor amb l'ajuda de drones que graven les activitats sobre el terreny.
La policia de Thames Valley va anunciar que introduiria noves patrulles aquàtiques per observar les vies navegables més transitades els dies previs al funeral. Els agents i els seus gossos també patrullaran diferents zones de Windsor, a la recerca d'objectes sospitosos a cabines telefòniques, desguassos i papereres. Abans del servei, una unitat especial, el Centre d'Avaluació d'Amenaces Fixes, va començar a vigilar i revisar les persones identificades amb una obsessió potencialment perillosa amb la família reial britànica.

### Costs
Els costos del funeral són a càrrec del govern del Regne Unit. El cost total no s'ha publicat, però s'espera que superi els 5,4 milions de lliures pagats pel funeral de la Reina Isabel La Reina Mare.
L'economia del Regne Unit (mesurada pel PIB) es va contreure un 0,6% el setembre del 2022, atribuïble en part al funeral d'Isabel i al període de dol nacional que el va precedir.

## Enterrament
El taüt d'Isabel II es va fabricar més de 30 anys abans del funeral. Es desconeix la data exacta de la seva creació. Està fet de roure anglès i folrat de plom per protegir-lo de la humitat, i així preservar el seu cos, ja que l'enterrament seria en una cripta i no en el terra. A causa del seu pes, es van necessitar vuit portadors del fèretre en lloc dels sis habituals.
La Reina va ser enterrada en un servei familiar privat a les 19:30 a la Capella Commemorativa del Rei Jordi VI a Sant Jordi, on el seu marit, el Príncep Felip, mort el 2021, va ser traslladat per reposar amb ella amb els pares de la Reina, el Rei Jordi VI i la Reina Isabel La Reina Mare, i les cendres de la germana de la Reina, la Princesa Margarita.

## Successió
A la mort de la Reina, el seu fill major Carles, Príncep de Gal·les, va accedir immediatament al tron del Regne Unit com a Rei Carles III.
Hi va haver algunes especulacions sobre el nom de regnat que adoptaria l'antic Príncep de Gal·les en succeir la seva mare. Durant el seu discurs oficial televisat davant el número 10 de Downing Street, la Primera Ministra Liz Truss va fer el primer esment al nom de regnat del Rei durant un homenatge a la Reina. Clarence House va confirmar oficialment que el nou Rei seria conegut com Carles III poc després del discurs de la Primera Ministra. El Palau de Buckingham va fer pública la primera declaració oficial del Rei com a monarca a les 19:04:
| «                    | Anglès The death of my beloved Mother, Her Majesty The Queen, is a moment of the greatest sadness for me and all members of my family. We mourn profoundly the passing of a cherished Sovereign and a much-loved Mother. I know her loss will be deeply felt throughout the country, the Realms and the Commonwealth, and by countless people around the world. During this period of mourning and change, my family and I will be comforted and sustained by our knowledge of the respect and deep affection in which The Queen was so widely held. | Català La mort de la meva estimada Mare, Sa Majestat la Reina, és un moment de màxima tristesa per a mi i per a tots els membres de la meva família. Plorem profundament la mort d'una estimada Sobirana i una Mare molt estimada. Sé que la seva pèrdua se sentirà profundament a tot el país, els Regnes i la Commonwealth, i per innombrables persones de tot el món. Durant aquest període de dol i canvi, la meva família i jo ens sentirem reconfortats i sostinguts pel respecte i el profund afecte que se li professava a la Reina. | » |
| — Rei Carles III, }} | | |   |

La majoria dels títols escocesos anteriors a la successió de Carles III, així com el títol de duc de Cornualla, van passar al seu fill gran i nou hereu al tron, el príncep Guillem, duc de Cambridge. El 9 de setembre, Guillem rebé els títols honorífics de Príncep de Gal·les i Comte de Chester, succeint al seu pare ja regnant.
L'Accession Council es va reunir el 10 de setembre al Palau de Saint James per proclamar formalment l'ascensió de Carles III. Tot i que unes set-centes persones podien assistir a la cerimònia, pel fet que l'esdeveniment es va planejar amb tan poca antelació, el número d'assistents va ser de dos-cents. A més d'altres formalitats, el Consell va confirmar de iure "Carles III" com a nom de regnat del Rei.
Encara no s'han anunciat dates per a la coronació de Carles III i Camilla, ni per a la investidura del Príncep Guillem com a nou Príncep de Gal·les.

## Reacció

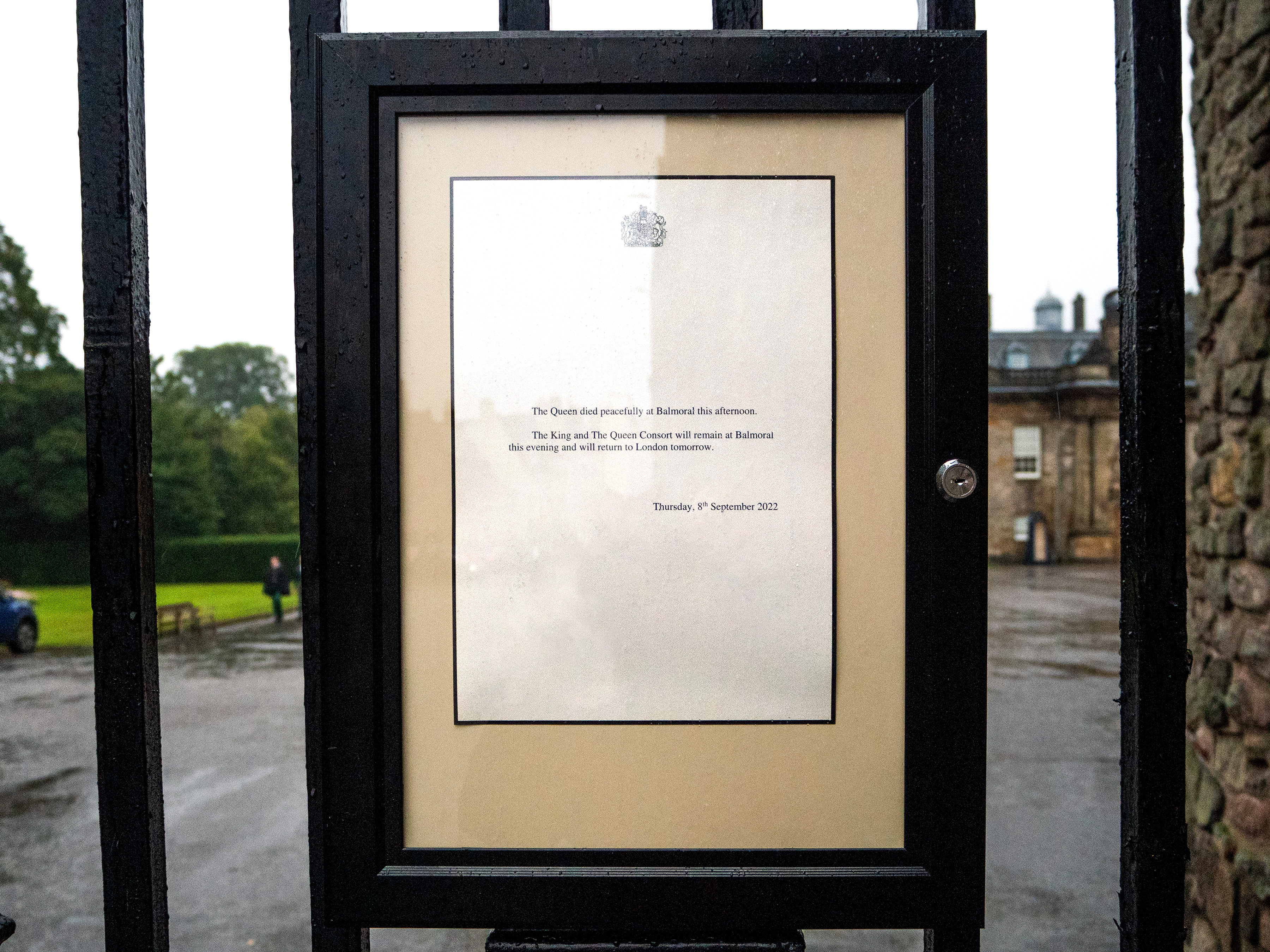
Notícia oficial de la mort d'Isabel II, col·locada a les portes del Palau de Holyroodhouse, Edimburg, Escòcia.

D'acord amb el protocol implementat després de la mort de Diana, Princesa de Gal·les, la bandera de la Unió al Palau de Buckingham va baixar a mig pal. Com que el nou monarca ja era al castell de Balmoral quan es va convertir en Rei, l'estendard reial del Regne Unit va continuar onejant al castell després de la mort de la seva mare.
Centenars de persones es van reunir davant les portes del palau de Buckingham a Londres en el moment de l'anunci.
El 8 de setembre, la bandera dels Estats Units al Capitoli oneja a mig pal en honor a la mort de la Reina.